# Pindi Gheb
Pindi Gheb é uma cidade do Paquistão localizada na província de Punjab.